# Аббате, Флоренсия
Флоренсия Аббате (исп. Florencia Abbate) (24 декабря 1976, Буэнос-Айрес) — аргентинская писательница, поэтесса и журналистка. Одна из основателей феминистической коалиции Ni Una Menos.

## Биография
Родилась Флоренсия 24 декабря 1976 года в Буэнос-Айресе в буржуазной семье. Изучала филологию в Университете Буэнос-Айреса, получив степень бакалавра в 2003 году. Одновременно проходила стажировки в университетах Канады, Германии, а также в «Поэтической мастерской» Буэнос-Айреса. Работала в таких редакциях как «La Nación», «Perfil», «Página/12», «El País» и др.
В 2011 году получила степень доктора наук факультета философии и литературы Университета Буэнос-Айреса.